# لیندا ویلیامز (خواننده)
لیندا ویلیامز (به انگلیسی: Linda Williams) (زاده ۱۱ ژوئن ۱۹۵۵) خواننده هلندی است
او در یوروویژن ۱۹۸۱ نماینده هلند بود.